# أرزية غربية
الأرزية الغربية نوع شجري يتبع جنس الأرزية من الفصيلة الصنوبرية.

## البيئة والانتشار
موطنه شمال غرب الولايات المتحدة (ولايات أوريغون وواشنطن وإيداهو ومونتانا) وجنوب غرب كندا (مقاطعتي كولومبيا البريطانية وألبرتا).